# Autoportrait aux sept doigts
Autoportrait aux sept doigts (en russe : Автопортрет с семью пальцами), est un tableau réalisé par le peintre russe Marc Chagall en 1912-1913. Cette huile sur toile est un autoportrait où l'artiste se représente peignant une version réduite d'À la Russie, aux ânes et aux autres, avec sept doigts à une main. Elle est conservée au Stedelijk Museum Amsterdam, à Amsterdam.
C'est le premier autoportrait réalisé par Chagall en France. Il a été réalisé dans son premier atelier à Paris, durant la période où le cubisme exerçait sur lui une grande influence. Le tableau est conservé au Stedelijk Museum Amsterdam, ensemble avec d'autres œuvres du peintre .

## Création
En mai 1911, Chagall quitte la Biélorussie pour Paris où il continue à étudier la peinture et rencontre de nombreux artistes et poètes de l'avant-garde (Sonia Delaunay et son mari Robert Delaunay, André Lhote, Guillaume Apollinaire, Max Jacob, Ricciotto Canudo et d'autres encore). Il se familiarise avec l'art moderne européen et surtout avec le cubisme qui exerce une certaine influence sur lui. Au début de l'année 1912, il aménage dans le grenier du phalanstère La ruche qui durant les années 1900-1920 abritait de nombreux artistes classés plus tard dans l'École de Paris. Beaucoup d'entre eux étaient, comme Chagall, d'origine juive, venus d'Europe de l'est en particulier de Russie et Biélorussie. Plusieurs de ses toiles portent le sceau de ses souvenirs de Vitebsk et plus largement de la Russie ( Moi et le village, À la Russie, aux ânes et aux autres, Dédié à ma fiancée). Ces souvenirs sont abordés dans son premier autoportrait parisien Autoportrait aux sept doigts, représenté sur le chevalet devant le peintre, qui est lié pour la composition et le sujet à sa toile À la Russie, aux ânes et aux autres représentée sur le chevalet devant le peintre. Plus tard, l'artiste a rappelé que, se trouvant dans la capitale de la France, il se trouvait à l'épicentre des changements révolutionnaires dans l'art, mais se souvenait constamment de sa patrie, comme s'il vivait la tête retournée, le dos vers l'avant. Il a aussi rappelé que Autoportrait aux sept doigts avait été réalisé quand il était à La Ruche, à une époque où il était au mieux de sa forme: « J'ai cru que je réaliserais le tout en une semaine. J'ai été influencé par les conceptions cubistes, mais je n'ai pas rejeté mon inspiration passée ».

## Description
Le tableau représente Chagall lui-même occupé à peindre sa toile À la Russie, aux ânes et aux autres sur un chevalet placé devant lui. Dans le coin supérieur droit de la toile est représenté dans les nuages le symbole de son enfance, la ville de Vitebsk : quelques maisons et la façade d'une église ; dans le coin supérieur gauche de la toile, dans le cadre de la fenêtre, est représentée une vue de Paris et de la Tour Eiffel, telle une nouvelle maison pour Chagall. Est-ce un symbole, le fait que le peintre tourne le dos à la vue de Paris ?. Dans la partie supérieure de la toile, au centre sont écrits en hébreu les noms de Paris et Russie
,. Michelle Dantini considère ces références comme une figuration de l'ambivalence des sentiments du peintre à l'égard de sa patrie et de Paris où il est arrivé depuis peu: « C'est l'impression du voyageur, pèlerin de la diaspora, qui quitte sa patrie et se nourrit de nostalgie en attendant d'apaiser sa soif de nouvelles sensations et de fantaisie ».
Chagall est représenté dans un élégant costume garni d'un nœud papillon rose sophistiqué. Sa main gauche est représentée avec sept doigts ? Ces sept doigts sont interprétés de différentes façons par les historiens d'art. Selon les uns, il s'agit de la mise en image de l'expression en yiddish « faire tout avec ses sept doigts » qui signifie  « être un homme orchestre», être capable de tout faire. Pour d'autres critiques il s'agirait d'une référence à la date de naissance de Chagall un 7 juillet (7-7) . D'autres encore y voient une référence au monde biblique et à la création du monde et de l'homme en sept jours. Chagall lui-même a interprété son choix artistique comme une volonté d'introduire 
des éléments fantastiques à côté des éléments réalistes. La main droite est représentée avec cinq doigts et tient une palette en forme de violon garnie de multiples couleurs. L'autoportrait reprend les caractéristiques physiques réelles du visage de l'artiste : un long nez fin et droit, des yeux en amande et des cheveux bouclés. La gamme des couleurs est dominée par le jaune du plancher. L'historienne d'art Marina Bessonova trouve dans le travail de Chagall des références à l'œuvre d'Henri Rousseau, en particulier à sa toile Moi-même, portrait-paysage de 1890, où Rousseau est représenté sur un fond d'images parisiennes reconnaissables à la tour Eiffel, au pont sur la Seine, au quai longé de bateaux. Certains critiques d'art voient une influence cubiste, dans la représentation des formes du visage par exemple.
Pour Maria Berezenskaïa, Chagall s'est crée toute une mythologie des villes où il a vécu : Vitebsk, Paris, Saint-Péterbsourg . Elle remarque que dans Autoportrait aux sept doigts, la ville de Paris est représentée comme une réalité alors que la ville de Vitebsk sur le mur au-dessus du chevalet est représentée comme un produit de l'imaginaire de l'artiste. Paris et Vitebsk sont intimement liées dans la conscience de Chagall : « Le sol qui a nourri les racines de mon art, c'est la ville de Vitebsk, mais ma peinture avait besoin de Paris, comme un arbre a absolument besoin d'eau pour ne pas se dessécher.». Dans le tableau qui suit, en 1913, Paris par la fenêtre , Berezenskaïa observe que le paysage parisien perd ses liens avec la réalité et devient une image symbole, une métaphore picturale semblable à celle de Vitebsk. Chagall s'exclame alors : Paris ! Ma seconde Vitebsk !.